# Zejia (köpinghuvudort i Kina, Hunan Sheng, lat 28,85, long 109,78)
Zejia (kinesiska: 泽家, 泽家镇) är en köpinghuvudort i Kina. Den ligger i provinsen Hunan, i den södra delen av landet, omkring 320 kilometer väster om provinshuvudstaden Changsha. Antalet invånare är 15 373. Befolkningen består av 7 362 kvinnor och 8 011 män. Barn under 15 år utgör 20,0 %, vuxna 15-64 år 69 %, och äldre över 65 år 10,0 %.
Runt Zejia är det ganska tätbefolkat, med 116 invånare per kvadratkilometer. Närmaste större samhälle är Lingxi, 18,1 km norr om Zejia. I omgivningarna runt Zejia växer huvudsakligen savannskog.
Genomsnittlig årsnederbörd är 1 790 millimeter. Den regnigaste månaden är maj, med i genomsnitt 312 mm nederbörd, och den torraste är december, med 28 mm nederbörd.